# Alaptus quadratus
Alaptus quadratus är en stekelart som beskrevs av Girault 1929. Alaptus quadratus ingår i släktet Alaptus och familjen dvärgsteklar. Inga underarter finns listade i Catalogue of Life.